# Вентерсуз
Вентерсу́з (фр. Wintershouse) — коммуна на северо-востоке Франции в регионе Гранд-Эст (бывший Эльзас — Шампань — Арденны — Лотарингия), департамент Нижний Рейн, округ Агно-Висамбур, кантон Агно.
Площадь коммуны — 3,66 км², население — 765 человек (2006) с выраженной тенденцией к росту: 905 человек (2013), плотность населения — 247,3 чел/км².

## Население
Население коммуны в 2011 году составляло 885 человек, в 2012 году — 895 человек, а в 2013-м — 905 человек.
| 1962 | 1968 | 1975 | 1982 | 1990 | 1999 | 2006 | 2008 | 2011 | 2012 | 2013 |
| ---- | ---- | ---- | ---- | ---- | ---- | ---- | ---- | ---- | ---- | ---- |
| 354  | 366  | 415  | 421  | 517  | 613  | 765  | 809  | 885  | 895  | 905  |

Динамика населения:

## Экономика
В 2010 году из 571 человек трудоспособного возраста (от 15 до 64 лет) 465 были экономически активными, 106 — неактивными (показатель активности 81,4 %, в 1999 году — 75,8 %). Из 465 активных трудоспособных жителей работали 444 человека (253 мужчины и 191 женщина), 21 числились безработными (двое мужчин и 19 женщин). Среди 106 трудоспособных неактивных граждан 32 были учениками либо студентами, 38 — пенсионерами, а ещё 36 — были неактивны в силу других причин.

## Достопримечательности (фотогалерея)

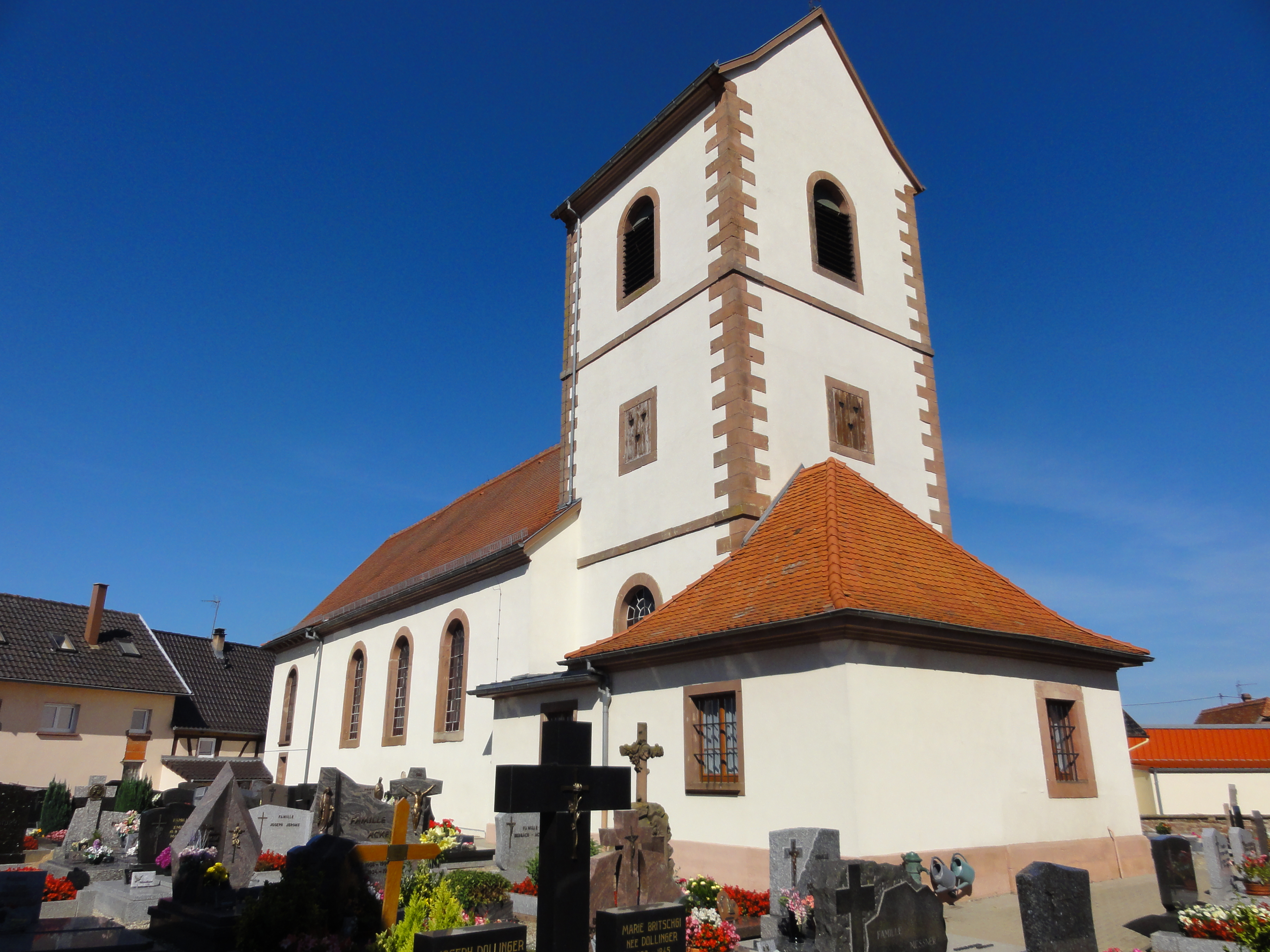
Церковь Святого Георга
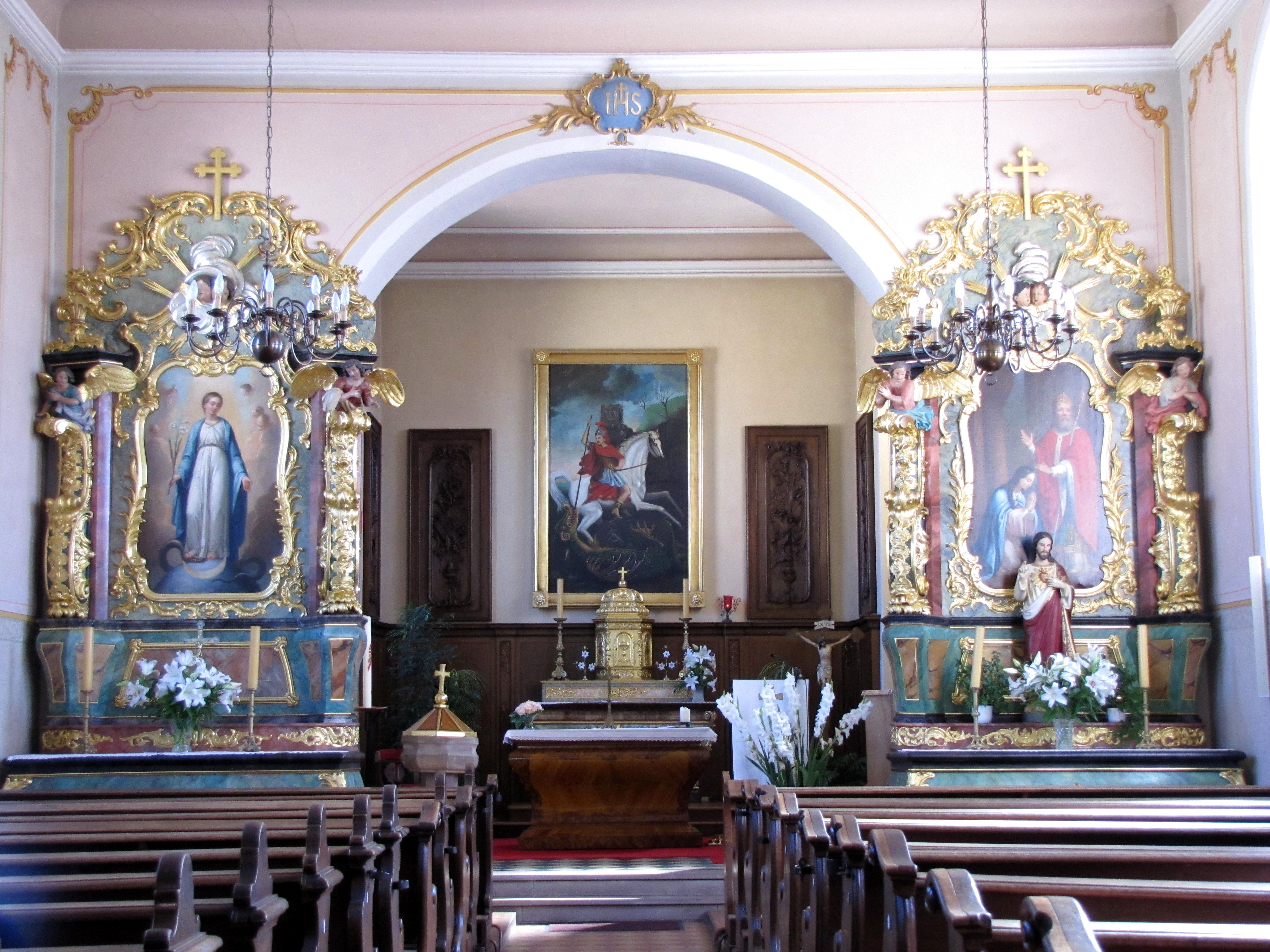
Интерьер